# 西長景 (華盛頓州)
西長景（英語：West Longview）是美国华盛顿州考利茨县的一個普查规定居民点（CDP），2000年美国人口普查時為2,882人。